# Козёл (карточная игра)
Козёл — популярная карточная игра на четверых человек. Игра пришла в Россию из Германии в начале XX века. Существует множество вариантов правил
Если у игрока с первой раздачи выпадает 4 карты одинаковой масти, то происходит пересдача.

## Правила
В «козла» играют вчетвером — двумя командами: двое на двое. Игроки команд садятся за стол крест на крест, друг напротив друга.
Используется колода из 36 карт, причём непосредственно играют 32 картами, а четыре «шестерки» выполняют роль своеобразного табло, которое считает так называемые «пары». Целью игры является сдвинуть табло на 6 «пар» быстрее противника: в этом случае засчитывается выигрыш. «Пара» — это одна строка из двух обозначений масти на теле шестерки.
В начале каждого кона сдающий перемешивает карты и спрашивает у выполняющего первый заход, будет ли он «хвалиться» (см. ниже) или просто колоду из 32 карт следует раздать на всех четверых участников сразу (по восемь карт каждому игроку).
Раздаёт карты тот, кто взял последнюю хваленку.
В ходе игры выполняется две задачи: набрать максимальное количество очков и поймать «шамком» даму «треф».
Все игроки играют в масть с заходящим (если масть отсутствует, то можно скинуть карту или побить козырем).
Если заходящий является «хвалящимся», то он может ходить и с козырей.

### Ценность очков
Цель игры — набрать как можно больше очков (не взяток). Каждая карта имеет свою ценность:
- все тузы — по 11
- все десятки — по 10 очков,
- все короли — по 4 очка,
- все дамы — по 3 очка,
- все валеты — по 2 очка.
- остальные карты (девятки, восьмерки и семерки) — ценности не имеют.

Вся колода содержит таким образом 120 очков, и все они достанутся в конце кона банку одной или другой команды.

### Сила карт
Постоянные козыри:
- «шамок» семёрка треф (кочерга)
- все дамы
- все валеты

Самые старшие по силе среди козырей: «шамок» (7 треф), затем дамы, затем валеты.
Внутренняя иерархия дам и валетов по силе такова: трефы (самые старшие), затем пики, затем червы, затем бубны.
В случае, если внутри одной взятки встречаются все 4 козыря, взятку берёт сильнейший из них. Любой некозырь всегда слабее любого козыря. Если внутри одной взятки 3 или менее козырей, взятка будет также взята сильнейшим из козырей. Если внутри одной взятки нет ни единого козыря — взятка берётся сильнейшей из карт масти, с которой начался заход. Пример:
1. игрок № 1: кладёт короля черв (К♥),
2. игрок № 2: кладёт десятку черв (10♥),
3. игрок № 3: кладёт семёрку черв (7♥),
4. игрок № 4: кладёт туза пик (Т♠).

Если в течение игры любой игрок вытягивает 4 туза, то игра прекращается и победа достаётся этому игроку, так называемый «Королевский козёл»
Данную взятку берёт игрок № 2 (и её очки добавляются в банк команды игроков № 2 и № 4, в то время как банк команды игроков № 1 и № 3 не изменяется). Если у противника возникли подозрения есть ли у игрока 4 черви, они могут проследить за ним в процессе игры, и если черви найдутся, нарушитель будет наказан 4 штрафными очками. Следующий заход делает игрок № 2, как взявший взятку.
Игра имеет множество разновидностей.

## «Хвалёнки»
Игрок, который в этом кону делает первый ход, может объявить себя «хвалящимся», то есть указать, как раздавать перемешанную колоду, либо не «хвалиться», а просто указать раздать колоду по 8 карт каждому игроку, сказав «играем» или «сдавай». «Хвалёнка» же может быть следующих типов: штаны, двойные штаны, весёлый, зеркало и иных.

### Штаны
Объявляя «штаны», «хвалящийся» получает две карты — по одной снизу и сверху колоды. Он смотрит на них, но никому больше не показывает, при этом игрок должен назначить козырную масть. Если пришли постоянные козыри или тузы, он откладывает их себе, не делая захода и просит «ещё». Снова получает по одной карте сверху и снизу колоды, снова смотрит. В итоге, хорошие карты присваиваются «хвалящимся», а первая карта (возможно любая из 2-х пришедших), не являющаяся ни тузом, ни постоянным козырем, выкладывается им втёмную, — совершается первый ход. Если «хвалящемуся» везёт, и он уже набрал 8 хороших карт (все тузы и постоянные козыри), он продолжает набор партнёру по команде. В этом случае он будет знать, какие карты передал партнёру, и это затруднит противодействие ему команды противников. Передавать можно только постоянные козыри или тузы.
Второй игрок по той же схеме отсеивает себе хорошие карты и также совершает ход первой картой, не являющейся постоянным козырем, но он уже может бить и тузом. При этом он не видит карты, с которой произведен заход первым игроком и, если при очередном получении двух карт обе окажутся не тузом и не постоянным козырем, он не будет знать, какую из них положить, чтобы перебить взятку. При этом, если у второго игрока из команды, уже имелись карты переданные от первого, то прежде чем принимать у раздающего другие две карты, он обязан проверить свои карты. Если там имеется туз(ы), то он должен бить хвалёнку именно им, а карты у раздающего берёт только следующий за ним игрок.
Так же действуют третий и четвёртый игроки, но они уже выкладывают свою карту в ход в открытую. Выкладывать можно любые карты, кроме козырей.
После того, как все совершили заход, открывается карта «хвалящегося». И решается, кем была выполнена взятка. Взявший взятку совершает 2-й ход. Остальная колода карт раздаётся поровну между игроками.
Понятно, что заход с десятки означает всегда взятие первой взятки. Но зачастую первую взятку берёт и семерка, поскольку противники выкладывают более сильные карты не той масти.
Противники не могут быть уверены при розыгрыше «штанов», что их партнёры берут при раздаче карты честно. Если есть сомнение — можно «открыть двумя парами»: противника заставляют открыть карты. Если выясняется, что он нарушил правила — его команда штрафуется зачислением проигрыша двух конов, то есть положение табло шестерок сдвигается на две линии. Однако, если подозреваемый, открыв карты, показал свою невиновность — штраф на «две пары» получает команда сомневающихся.

### Штаны двойные
«Хвалящийся» берёт четыре карты сразу — две сверху и две снизу колоды. При этом достижение ситуации, чтобы ему достался хотя бы один не туз и не постоянный козырь достигается быстрей, обычно с первой же попытки. В остальном всё напоминает обычные штаны, за исключением того, что одна карта закладывается в «тёмную», а другая в «открытую». Заход второго кона принадлежит игроку, который выиграл взятку на закрытой карте.

### Зеркало
«Хвалящийся» берёт размешанную колоду, сдвигает её в любом желаемом месте, берёт верхний сдвинутый слой карт и поворачивает нижней картой к себе. Если эта карта — постоянный козырь, он забирает её себе (выкладывая на стол рубашкой вверх). Как только появляется первый не козырь — он выполняет им заход в открытую (смысла скрывать карту захода нет — противник, в отличие от штанов или двойных штанов, никогда не имеет вариантов выбора ответа). В некоторых компаниях применяется (и в целом рекомендуется), чтобы на практике игрок не глядел на взятый слой карт, так как в этом случае он увидит следующую карту, оставшуюся при его заходе и будет иметь информацию о том, что она — в колоде. Поэтому взятый сдвинутый слой следует положить на стол и вынимать нижнюю карту по одной. После захода игроком оставшийся слой возвращается к остатку колоды и колода передается следующему по кругу партнеру, который выполняет те же действия.
Если первый заход произведён тузом, такую взятку не перебить. Слабая карта, например семерка, легко может взять взятку, если три оставшихся игрока сыграют не в масть.

### Звезда
Раздача карт происходит следующим образом: «хвалящийся» определяет очередность открытия раздач карт (вскрывать можно 3 или 4 раздачи, как договорятся партнеры): например, «хвалящейся» указал 2-5-6. Это значит что раздача проходит следующим образом: сначала всем по кругу по одной карте; второй круг вскрывается, чья сильнее — тот и забирает; затем 3-я и 4-я раздачи в закрытую, а 5-я и 6-я — в открытую, 7-я и 8-я — опять в закрытую. После чего «хвалящийся» назначает козыря и партия доигрывается. Затем соответственно проводится подсчёт очков.

### Весёлый
Раздатчик после под снятия раздаёт три подряд карты «хвалящемуся» и по три карты — поочередно оставшимся игрокам. «Хвалящийся» назначает козырь и ходит (причём, все три раза является «заходчиком»). Затем вторая раздача (опять же «хвалящийся» назначает козырь — возможна также «бескозырка» — если на руках все дамы и валеты) и третья (тут остаток карт по 2 на игрока)

### Грустный
Раздатчик после подснятия раздаёт три подряд карты «хвалящемся» и по три карты — поочередно оставшимся игрокам. «Хвалящийся» назначает козырь. После чего ход передаётся следующему сидящему игроку («хвалящийся» располагается на «последний руке»). Все три раза является «заходчиком» игрок, располагающийся следующим за сидящим. Затем вторая раздача (опять же «хвалящийся» назначает козырь — возможна также «бескозырка» — если на руках все дамы и валеты) и третья (тут остаток карт по 2 на игрока).

### Гробы малые
Раздача карт осуществляется покомандно. По очереди раздается 5 пар: 1 карта команде «хвалящегося», вторая — команде раздающего, 6-я пара вскрывается: у кого сильнее карта, тот и забирают все карты со стола (то есть, 12 штук), затем каждому по кругу — по карте и снова по 5 пар на команду, а 6-ю вскрывают и напоследок по карте на игрока. «Хвалящийся» назначает козырную масть, и партия доигрывается. После чего проводится подсчёт очков.

### Гробы большие
Раздача карт осуществляется сначала по одной карте каждому игроку, затем — покомандно по 12 пар, последняя (12-я пара) вскрывается: у кого сильнее карта, те и забирают все карты со стола (то есть, 24 карты), и напоследок по карте на игрока. «Хвалящийся» назначает козырную масть, и партия доигрывается. Затем проводится подсчёт очков.

### Бочка
Раздатчик после подснятия раздаёт три подряд карты «хвалящемуся», затем одну светит, если засветился козырь, то он меняется с этих 3 карт на некозырную, если на руках все козыри, то залажуется меньший из них, так же нельзя закладывать туза если есть меньшая карта, если открылась простая карта, то она остаётся и раздача продолжается дальше, то есть следующему игроку также даётся три карты, а четвёртая светится, и так по кругу, всего 2 круга, и после хвалёнки на руках будет по 6 карт. Ходить начинает тот, кто последний забрал взятку.

## Требование пересдачи
Если «хвалёнка» в данном коне не объявлялась, и у одного из игроков оказались:
- все четыре девятки или суммарная ценность очков (см. ниже) всех его карт составляет 12 очков или ещё меньше;
- три дамы и крюк такой комбинацией обязан объявить пересдачу.
- четыре дамы и крюк объявляет сухого или требуют пересдачу.

то он, по желанию, может предъявить их и потребовать пересдачи карт. После пересдачи в этом коне «хвалёнка» уже не разрешается. Если после пересдачи любой игрок обнаружил среди своих карт вышеуказанные варианты, то производится ещё одна пересдача. Если пересдача заявлена по указанным причинам и в третий раз, она не производится, а команда, игрок которой мешал все три раза карты, считается проигравшей данный кон (проиграна одна «пара») — табло противников сдвигается на один ряд ближе к победе. Если у игрока 5 одинаковых карт, то это не является пересдачей.

## Кон
Игра подразделяется на коны, и результатом каждого кона может быть:
- выигрыш кона одной из команд, когда проигравшие набирают «спас» (см. ниже): выигравшая команда сдвигает табло на одну строчку — выиграна одна «пара»;
- то же самое, но противник «спаса» не достиг — выиграно сразу две «пары»;
- по результатам кона счет 60/60, так называемые «яйца» (см. ниже). Табло пока не сдвигается;
- достигнута «Люся» (см. ниже) — табло проигравшей команды обнуляется, то есть возвращается на стартовую позицию;
- три раза карты розданы некорректно (см. выше) — тем самым сдававшая команда проиграла одну «пару»;
- одна из команд уличена другой в забывчивости/шулерстве/не соблюдении правил, либо подозреваемые доказали невиновность — сдвиг на две «пары» (см. ниже).
- если у обоих игроков молотка, то побеждает та, у которой сильней комбинация

Процесс розыгрыша кона таков: один из игроков (у которого на руках младший козырь — восьмёрка треф) — игрок № 1 — осуществляет заход, то есть выкладывает одну карту в центр стола в открытую. Сидящий от него слева противник (игрок № 2) должен положить сверху одну свою карту требуемой масти, а если её нет, то любую другую карту (кроме одного исключения, см. параграф «Частичный запрет сноса туза»). При этом игрок сам решает, сходить ли козырем («ударить», «прижать») или любой картой некозырной масти («опрокинуться», «снести»). Затем ход осуществляет следующий игрок — № 3, а затем последний — № 4. В зависимости от того, чья карта была бо́льшей силы, берётся взятка. Взятки суммируются членами команды (банк № 1 — игроков № 1 и № 3 (как говорят «красные», поскольку их 6-ки на табло это бубна и черва), а банк № 2 — игроков № 2 и № 4 («чёрные», поскольку их 6-ки на табло — это треф и пик)).
Если у двух союзников на руках четыре дамы.
В следующем коне первый заход производит игрок команды, выигравшей предыдущий кон. Кто из двоих — они решают, после того, как посмотрят свои карты после раздачи.
Каждая карта имеет силу, и имеет ценность.

## Отдача последнего козыря
(только при игре без «хвалёнок»: до первого хода)
При таком количестве козырей у каждого игрока в среднем на руке больше 2-х козырей (32/14=~2,3). И, тем не менее, бывают ситуации, когда козырь на руках после раздачи у конкретного игрока только один-два. Пока не началась игра, игрок с одним(или 2) козырями может громко объявить «отдаю последнего козыря!»(отхожусь) (а может этого и не делать, хотя это и непродуктивно). Его партнер по команде может согласиться на обмену и громко сказать «давай», либо отклонить обмен (хотя это и непродуктивно) и сказать «не надо!». Если обмен запрошен и утверждён — партнеры втёмную передают друг другу по одной или две карте. При этом принимающий обмен должен передать запрашиваемому любого некозыря. А вот если изначально у него все козыри и выбора нет — передаёт одного или 2 из козырей.
После такой операции все игроки знают, у кого из них нет козырей (или есть один, а тогда у его партнера все карты на руках — козыри).
При вышеописанной процедуре возможно мошенничество. Сомневающаяся команда может «открыть двумя парами» (см. ниже).

## Частичный запрет сноса туза
(существует в редких вариантах игры)по настоящему таких правил не существует.
Если в какую-то масть ещё не было ни одного захода, то туза данной масти запрещается «сносить» при розыгрыше взятки, если у игрока нет запрашиваемой масти. Пример:
Перед началом игры Игрок № 4 отдал последнего козыря, то есть козырей у него нет.
Игрок № 1 заходит тузом червей.
Игрок № 2 кладет десятку червей.
Игрок № 3 видит, что червей у него нет. А взятка уже команды № 1-№ 3. Соответственно Игроку № 3 желательно положить как можно больше очков в эту, заведомо его с партнером взятку. Например, он хотел бы положить туза пик. Но по пикам захода ещё не было. Поэтому он не имеет права положить туза пик («снести» его), а должен положить другую карту. Он кладет туза треф, потому что в трефу уже заход был.
Игрок № 4 кладет короля червей.

## Подсчёт результатов кона
По окончании кона банки обеих команд считаются. Если команды набрали по 60 очков, эта ситуация называется «яйца». Табло, в качестве которого используются шестерки, не меняет своего состояния. В конце же игры игроки проигравшей команды будут объявлены не просто «козлами», а «козлами с яйцами», что считается более позорным.
Если одна из команд набрала от 61 до 89 очков (другая, соответственно, от 59 до 31 очков) — набравшая больше считается выигравшей кон. В этом случае её табло шестёрок сдвигается на один ряд, в то время как табло проигравшей команды не изменяется. Сумма в 31 очко называется «спас», поскольку набрав её, команда уходит от двойного поражения.
Если одна из команд набрала от 90 до 120 очков (другая — от 30 до 0 очков), но при этом вторая команда взяла хотя бы одну взятку (пускай и с 0 очков внутри её), команда-лидер сдвигает своё табло на два ряда, в то время как табло проигравшей команды не изменяется.
Если одна команда набрала 120 очков и взяла все 8 взяток, а вторая не взяла ни одной взятки, — эта ситуация называется «люся»: табло проигравшей команды сбрасывается на стартовую позицию, то есть все её достижения в игре обнуляются. В первой партии игры это считается «сухим козлом» и выигранной партией в один ход. Раздавать надо по очереди.

## Финал игры
После того, как табло одной из команд сдвигается на шестую строчку — она объявляется выигравшей, а проигравшая — «козлами». «Козлы» лезут под стол и «блеют» — на этом игра и заканчивается.
Если команда-лидер была до финального выигрышного кона уже на пятой строчке табло из шестерок, и взяла в финальном коне более 89 очков (противники не достигли «спаса»), то проигравшие объявляются не просто «козлами», а «козлами с хвостами», что более позорно.
Если в партии были ещё и «яйца», то «козёл с яйцами и хвостами». Полный позор проигравшим, на что последние иногда отвечают, что «козёл должен быть с яйцами, иначе это и не козёл».

## Игра «со слепым»
Если четыре игрока не находится, можно играть втроём — «со слепым» (или, что то же самое, с «болваном»). В этом случае один из игроков не имеет партнера, а просто заходит картами несуществующего партнера по очереди, причём ни он, ни противники не видят набора карт «слепого».

## Игра с пиковой дамой
Если нет четвёртого, то можно играть с пиковой дамой, в этом случае играют двое против одного, без хваленок. Тот, кому выпала пиковая дама, играет один и назначает козырь. Очки считает каждый сам себе.

## Мошенничество в игре
Даже новичку при игре в «козла» сразу становится понятным, что крайне важно знать, какие карты имеются у твоего партнера по команде, а каких нет. Например, у тебя на руках много червей. Если они отсутствуют у партнера по команде, он, завидев твой заход с туза, «придавит» козырем, в то время, как у противников червы, очевидно, есть и они будут вынуждены сыграть ими. Баланс козырей также очень важен — имея много слабых козырей, можно, инициируя заход «по козырю», выбить из игры все козыри противника, и самому остаться монопольным обладателем их остатка. И т. д.
Однако любые разговоры при игре запрещены. Поэтому на вооружении шулеров, кроме обычных приёмов (вроде краплёных карточных колод), имеется также соглашение о тайных знаках партнёру по команде о том, какие имеются карты.
Например, еле заметное движение указательным пальцем правой руки означает, что у показывающего есть «первонка» — дама треф, самый сильный козырь. Средний палец правой руки говорит о наличии дамы пик, безымянный — черв, мизинец — бубен. Движение тех же пальцев левой руки — говорит о наличествующих валетах. Как бы случайно оттопыренный большой палец правой руки — о наличии туза бубен — довольно слабого козыря, но несущего много (11) очков. Как бы невзначай приподнятые брови — наличие туза червей и т. д.
Расшифровка этих знаков известна многим игрокам, но пара шулеров, играя в одной команде, может также заранее условиться о жесте, инвертирующем такие знаки, а это может быть, скажем, касание партнера ногой под столом.
Поэтому новичкам категорически не рекомендуется садиться играть в «козла» с незнакомыми людьми на деньги.